# Orem
Orem város az USA Utah államában, Utah megyében. Lakosainak száma 98 129 fő (2020. április 1.).

## Népesség
A település népességének változása:
| Lakosok száma | 88 328 | 90 749 | 98 129 |
|               | 2010   | 2012   | 2020   |